# Guapa
Guapa (spanisch für „Wunderschöne“) ist ein Lied des österreichischen Rappers RAF Camora. Es erschien am 8. Oktober 2021 als vierte und letzte Singleauskopplung aus Zukunft II, der Wiederveröffentlichung von RAF Camoras siebtem Studioalbum Zukunft.

## Veröffentlichung und Promotion
Die Erstveröffentlichung von Guapa als Single erfolgte am 8. Oktober 2021. Die Single erschien als Einzeltrack zum Download und Streaming über RAF Camoras eigenes Label Indipendenza, der Vertrieb erfolgte durch Groove Attack. Verlegt wurde das Lied durch BMG Rights Management sowie die Ragucci & Boldt Holding GmbH. Bereits ab 1. Oktober 2021 war das Lied zudem als Teil des Boxsets zu Zukunft II, der Wiederveröffentlichung von RAF Camoras siebtem Studioalbum Zukunft, erhältlich. Am 8. Oktober 2021 erschien Guapa auch als Teil der digitalen Version von Zukunft II.

## Musikvideo
Das Musikvideo erschien zeitgleich zur Single auf YouTube. Es entstand unter Regie von Shaho Casado und erreichte bisher mehr als sieben Millionen Aufrufe (Stand: Januar 2024).

## Mitwirkende
| Liedproduktion - Lex Barkey: Mastering - Mohamad „Hamudi“ Hoteit (The Royals): Komponist - David Kraft (The Cratez): Komponist - Manuel Mayer (Menju): Abmischung - Raphael Ragucci (RAF Camora): Liedtexter - Tim Wilke (The Cratez): Komponist Unternehmen - BMG Rights Management: Verlag - Groove Attack: Vertrieb - Indipendenza: Musiklabel - Ragucci & Boldt Holding GmbH: Verlag | Musikvideo - Shaho Casado: Drehbuch, Drohne, Filmschnitt, Kameramann, Regisseur - Julia Meck: Model - Fati Media Group: Filmproduzent - MostMagic: Visueller Effekt - TheFlagship: Visueller Effekt Covergestaltung - Markus Mansi (Bobbys Agency): Fotograf |

## Rezeption

### Rezensionen
Yannik Gölz vom deutschsprachigen E-Zine laut.de bewertete das Album Zukunft II mit drei von fünf Punkten und beschrieb Guapa als „eingängige Nummer“ und „überraschend süßen Lovesong“. Textzeilen wie „Mit dir lieb ich sogar S-Bahn-Fahren“ böten willkommene Abwechslung zum sonst recht monotonen Rest des Albums.

### Charts und Chartplatzierungen
Guapa stieg am 15. Oktober 2021 auf Rang acht in die deutschen Singlecharts ein und konnte sich insgesamt sieben Wochen in den Top 100 halten, davon eine Woche in den Top 10. Für RAF Camora wurde das Stück zum 28. Top-10-Hit und 96. Charterfolg in Deutschland. Das Produzenten-Duo The Cratez platzierte mit der Single den 88. Top-10-Hit und die 196. Chartsingle in Deutschland. Darüber hinaus erreichte das Lied für eine Woche die Chartspitze der deutschen deutschsprachigen Singlecharts, was für RAF Camora den zwölften Nummer-eins-Hit in dieser Chartliste bedeutete.
In den Ö3 Austria Top 40 debütierte die Single auf der Spitzenposition der Hitparade und hielt sich drei Wochen in den Top 10 sowie sechs Wochen in den Charts. RAF Camora erreicht somit bereits zum vierten Mal im Jahr 2021 sowie zum elften Mal insgesamt die Spitze der österreichischen Charts und kann seinen Rekord als österreichischer Musiker mit den meisten Nummer-eins-Hits im eigenen Land weiter ausbauen, nur Capital Bra befand sich als Interpret noch häufiger auf Platz eins. Die Produzenten The Cratez konnten in Österreich das 83. Top-10-Lied und den 22. Nummer-eins-Hit erzielen.
In der Schweizer Hitparade erreichte der Song mit Platz elf seine höchste Notierung und konnte sich fünf Wochen in der Chartliste halten.
| ChartsChartplatzierungen | Höchstplatzierung | Wochen |
| ------------------------ | ----------------- | ------ |
| Deutschland (GfK)        | 8 (7 Wo.)         | 7      |
| Österreich (Ö3)          | 1 (6 Wo.)         | 6      |
| Schweiz (IFPI)           | 11 (5 Wo.)        | 5      |

Auf der Streaming-Plattform Spotify verzeichnet das Lied bisher mehr als 48 Millionen Streams (Stand: Januar 2025).

### Auszeichnungen für Musikverkäufe
In Österreich wurde das Lied im März 2022 mit einer Goldenen Schallplatte für mehr als 15.000 Verkäufe ausgezeichnet.
| Land/Region       | Auszeichnungen für Musikverkäufe (Land/Region, Auszeichnung, Verkäufe) | Verkäufe |
| ----------------- | ---------------------------------------------------------------------- | -------- |
| Österreich (IFPI) | Gold                                                                   | 15.000   |
| Insgesamt         | 1× Gold ·                                                              | 15.000   |